# Trascendenza

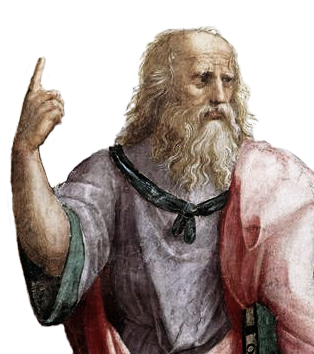
Il gesto di Platone che indica la trascendenza delle Idee (affresco di Raffaello, dettaglio dalla Stanza della Segnatura ai Musei Vaticani)

Il termine trascendenza, antitetico al concetto di immanenza, deriva dal latino ("trans" + "ascendere" = salire al di là) e in filosofia e teologia indica il carattere di una realtà concepita come ulteriore, "al di là" rispetto a questo mondo, al quale pertanto si contrappone secondo una visione dualistica.
La trascendenza quando esprime una condizione oltre o al di fuori dell'esperienza umana assume il significato di "esterno a...", "non riconducibile a..."
Il termine corrispondente trascendente, se si assume il significato etimologico di «ciò che è superiore ad ogni altro nello stesso genere» , può essere attribuito a ciò che è al di sopra dell'esperienza sensibile e della percezione fisica umana, come ad esempio Dio.
La parola trascendente è riferita anche alle esperienze relative ad altre discipline come  la musica e l'arte in genere quando esprimano valori ultrasensibili..
Trascendente, infine, participio presente di "trascendere", nel significato originario latino può essere riferito a "colui che trascende", che "passa il limite", non sa frenarsi, non si contiene nell'ambito di una moderata espressione.
Non è da confondersi con il differente concetto di "trascendentale".

## Storia del concetto

### Giordano Bruno: immanenza e trascendenza divina
Giordano Bruno parla di Dio in duplice modo: come "Mens super omnia" (Mente al di sopra di tutto) e come "Mens insita in omnibus" (Mente presente in ogni cosa). Per il primo aspetto Dio è trascendente, fuori dal cosmo e dalle capacità razionali dell'uomo, è oggetto di fede e di lui ci parla solo la Rivelazione. Per il secondo aspetto, invece, Dio è principio immanente del cosmo e risulta accessibile alla ragione umana, costituendo anzi oggetto privilegiato del discorso filosofico. 

### La trascendenza nel pensiero moderno
La negazione di ogni trascendenza caratterizza gran parte del pensiero moderno a partire da Kant.

### Kant
Kant negò la possibilità stessa della conoscenza metafisica, cioè la possibilità per la conoscenza umana di attingere la realtà "in sé", al di là e al di fuori dell'esperienza.
Occorre distinguere il concetto di trascendente da quello di trascendentale, che nella filosofia kantiana e successiva a Kant non designa una realtà che supera il concetto di esperienza; invece così si definiscono i concetti che rendono possibile (a priori ) tale esperienza. 

### Husserl
Secondo Edmund Husserl, fondatore della fenomenologia, la coscienza è intenzionale, cioè si rivolge a oggetti che sono trascendenti rispetto ai vissuti (Erlebnisse) della coscienza medesima, ovvero sono al di là di essi: in questo senso, trascendente è l'oggetto, il  contenuto dell'atto che compie la coscienza. 

### Jaspers
L'esistenzialismo di Karl Jaspers teorizza l'impossibilità per l'uomo di raggiungere l'essere, che rimane sempre al di là delle sue possibilità: la trascendenza dell'essere si rivela per l'uomo nelle situazioni-limite (come ad esempio il dolore, la colpa, la morte), poiché in esse egli fa esperienza dello scacco che subisce nel tentativo di superarle e di comprenderle. Jaspers dice: "La trascendenza non è esistenza. L'esistenza infatti sussiste solo in quanto c'è comunicazione; la trascendenza invece è se stessa senza bisogno d'altro".